# فرودگاه منطقه‌ای سن لویس شهرستان ابیسپو
فرودگاه منطقه‌ای سن لویس ابیسپو کانتی (به انگلیسی: San Luis Obispo County Regional Airport) (به زبان بومی: McChesney Field) یک فرودگاه همگانی با کد یاتا SBP است که یک باند فرود آسفالت دارد و طول باند آن ۱۸۵۹ متر است. این فرودگاه در شهر سن لوئیس اوبیسپو، کالیفرنیا کشور ایالات متحده آمریکا قرار دارد و در ارتفاع ۶۴٫۵ متری از سطح دریا واقع شده است.

## شرکت‌های هواپیمایی و مقصدهای پروازی

### مسافری
| شرکت‌های هواپیمایی                    | مقصدهای پروازی              |
| ------------------------------------ | --------------------------- |
| آلاسکا ایرلاینز اجرا توسط هوریزن ایر | سیاتل-تاکوما                |
| امریکن ایگل                          | فینکس اسکای هاربر           |
| یونایتد اکسپرس                       | دنور، لس‌آنجلس، سانفرانسیسکو |

On ۱۷ ژوئیه ۲۰۱۳, US Airways Express هواپیمای Bombardier Canadair Regional Jet 900 را از سر گرفت (بمباردیه سی‌آرجی ۷۰۰/۹۰۰) service to San Luis Obispo Airport from Phoenix. These flights are now operated as American Eagle service with all flights to Phoenix featuring Canadair CRJ-900 or Canadair CRJ-200 regional jets. As of ۱۱ فوریه ۲۰۱۶, American Eagle offers four daily flights to between San Luis Obispo Airport and Phoenix.
On ۷ آوریل ۲۰۱۵, اسکای‌وست operating as یونایتد اکسپرس began flying بمباردیه سی‌آرجی ۱۰۰/۲۰۰ regional jets on all flights to Los Angeles and San Francisco as replacement aircraft for the امبرائر ئی‌ام‌بی ۱۲۰ برازیلیا turboprops formerly used for many years on these routes, so  all scheduled passenger airline flights serving San Luis Obispo have since been operated with regional jets for the first time in the history of the airport.
آلاسکا ایرلاینز announced new nonstop service between Seattle (SEA) and San Luis Obispo which began on ۱۳ آوریل ۲۰۱۷ and is currently being flown by اسکای‌وست with امبرائر ئی-جت regional jets.  Alaska Airlines subsidiary هوریزن ایر will take over this قرارداد نماد مشترک service on ۹ ژوئن ۲۰۱۷.

### باری
| Airline                        | Destination |
| ------------------------------ | ----------- |
| Ameriflight                    | اوکلند      |
| فدکس اکسپرس اجرا توسط West Air | انتاریو     |

- Ameriflight for یونایتد پارسل سرویس
- West Air Inc. for فدکس اکسپرس